# Polish International 2012
Die Polish International 2012 im Badminton fanden vom 22. März bis zum 25. März 2012 in Warschau statt. Das Preisgeld betrug 15.000 US-Dollar. Das Turnier hatte damit ein BWF-Level von 4A.

## Sieger und Platzierte
| Disziplin    | Gold                               | Silber                     | Bronze                             |
| ------------ | ---------------------------------- | -------------------------- | ---------------------------------- |
| Herreneinzel | Hsu Jen-hao                        | Dmytro Zavadsky            | Pablo Abián                        |
| Herreneinzel | Hsu Jen-hao                        | Dmytro Zavadsky            | Vladimir Ivanov                    |
| Dameneinzel  | Ai Goto                            | Neslihan Yiğit             | Susan Egelstaff                    |
| Dameneinzel  | Ai Goto                            | Neslihan Yiğit             | Anastasia Prokopenko               |
| Herrendoppel | Vladimir Ivanov Ivan Sozonov       | Adam Cwalina Michał Łogosz | Ruud Bosch Koen Ridder             |
| Herrendoppel | Vladimir Ivanov Ivan Sozonov       | Adam Cwalina Michał Łogosz | Jorrit de Ruiter Dave Khodabux     |
| Damendoppel  | Mariana Agathangelou Heather Olver | Eva Lee Paula Obanana      | Iris Wang Rena Wang                |
| Damendoppel  | Mariana Agathangelou Heather Olver | Eva Lee Paula Obanana      | Nicole Grether Charmaine Reid      |
| Mixed        | Nathan Robertson Jenny Wallwork    | Ben Stawski Lauren Smith   | Valeriy Atrashchenkov Anna Kobceva |
| Mixed        | Nathan Robertson Jenny Wallwork    | Ben Stawski Lauren Smith   | Robert Mateusiak Nadieżda Zięba    |

## Finalresultate
| Disziplin    | Sieger                             | Finalist                   | Ergebnis          |
| ------------ | ---------------------------------- | -------------------------- | ----------------- |
| Herreneinzel | Hsu Jen-hao                        | Dmytro Zavadsky            | 21-17, 21-10      |
| Dameneinzel  | Ai Goto                            | Neslihan Yiğit             | 21-9, 12-21, 21-7 |
| Herrendoppel | Vladimir Ivanov Ivan Sozonov       | Adam Cwalina Michał Łogosz | 21-11, 21-13      |
| Damendoppel  | Mariana Agathangelou Heather Olver | Eva Lee Paula Obanana      | 21-12, 23-21      |
| Mixed        | Nathan Robertson Jenny Wallwork    | Ben Stawski Lauren Smith   | 21-15, 21-11      |